# 양자 (대한민국 민법)
양자(養子)는 혈연적으로 부모자식관계가 아닌 사람들 사이에서 법률적으로 자식의 자격을 얻은 자를 일컫는다.
양친자(養親子) 관계는 양친(養親)과 양자가 서로 친자(親子)관계를 맺겠다고 합의함으로써 이루어진다. 과거 한국에서는 양자 제도가 조상의 제사와 가의 계승을 위한 "가(家)를 위한 제도"일 뿐이었으나, 현재는 부모 없는 자녀에게 부모를 주고, 자녀 없는 부모에게 자녀를 주는 "자(子) 또는 부모(父母)를 위한 제도"로 전환되었다. 2012년 입양특례법 개정에 따라 그 전까지 민간 입양기관이 국가의 개입 없이 입양을 주선할 수 있었다가 가정법원의 허가가 있어야 입양이 가능하도록 바뀌어 입양을 공적인 영역에서 맡게 되었다.
구(舊) 민법에서는 사후 양자, 유언 양자, 호주 상속 양자, 서양자, 호주가 된 양자의 파양 금지 등 "가를 위한 제도"가 잔재하였으나 현행 민법에서는 이를 모두 삭제하였다. 즉, 자와 부모를 위한 제도라는 것이 기본 정신이므로 성년자이면 누구나 남녀, 기혼·비혼에 관계 없이 양자를 들일 수 있다. 자녀를 두고 있는 사람도 양자로 될 수 있고, 부부도 공동으로 입양을 할 수 있다. 양친자 관계는 입양을 통해 발생하고, 그 입양의 취소 또는 파양을 통해 소멸된다.

## 입양
양친이 될 사람과 양자가 될 사람이 서로 합의하여 양친자 관계를 맺고자 법률행위를 하는 것을 입양이라고 한다. 입양이 유효하게 성립하기 위해서는 입양을 하는 데에 장애되는 사유가 없는 사람 사이에 입양의 합의가 이루어진 후 또한 입양의 신고를 해야 한다. 그러므로 우선 다음과 같은 실질적 요건이 필요하다.
- 당사자 사이에 자유로운 입양 의사가 있을 것.(제883조 제1호)
- 양친은 성년자일 것.(제866조)
- 양자가 될 사람이 13세 이상인 때에는 법정대리인의 동의를 받아 입양 승낙할 것.(제869조)
- 양자가 될 사람이 13세 미만인 경우에는 법정대리인이 그를 갈음하여 입양 승낙할 것.(제869조)
- 양자가 성년자라도 부모의 동의를 얻을 것.(제870조 제1항)
- 양자가 미성년자이면 부모 또는 후견인의 동의를 얻을 것.(제871조)
- 후견인이 피후견인을 양자로 할 때에는 가정법원의 허가를 얻을 것.(제872조)
- 금치산자는 후견인의 동의를 얻을 것.(제873조)
- 배우자가 있는 자는 부부 공동으로 입양할 것.(제874조)
- 양자는 존속이나 연장자가 아닐 것.(제877조 1항)

입양의 실질적 요건을 모두 갖춘 후에는 당사자 쌍방과 증인 두 사람이 서명한 신고서를 담당 공무원에게 제출하여 입양신고를 해야 한다. 입양 신고가 되면 그때부터 양자는 양친의 혼인 중의 자로서의 신분을 취득하고 양친의 혈족과도 친족 관계가 된다. 미성년자인 양자는 양부모의 친권에 따르게 되며, 부양과 상속의 혜택을 받게 된다. 그러나 입양하더라도 양자의 생가와의 친족 관계에는 아무런 영향을 미치지 않으며, 본래의 성과 본도 그대로 유지된다.
입양 신고까지 마친 후라도 입양에 중대한 흠결이 있는 경우에는 당연히 무효가 되거나 또는 취소할 수 있다. 입양취소의 청구는 가정법원에 대해서 하는데, 취소가 확정되면 그 때부터 양자관계는 효력을 잃게 된다. 그리고 무효 또는 취소에 대해 당사자는 재산상 또는 정신상의 손해에 관해 과실 있는 상대방에게 배상을 청구할 수 있다(806조, 897조).

### 판례
당사자 사이에 양친자 관계를 창설하려는 명백한 의사가 있고 기타 입양의 성립요건이 모두 구비된 경우에는 요식성을 갖춘 입양신고 대신 친생자 출생신고가 있다 하더라도 입양의 효력이 있다.

## 파양
양친자 관계를 해소시키는 것을 파양이라고 한다. 양친자 관계는 양친과 양자의 관계로만 국한되는 것이 아니라. 모든 친족과 관련되는 것이므로 사망에 의해서는 해소되지 않는다. 파양은 당사자의 협의에 의한 경우와 재판에 의한 경우로 나뉜다. 협의 또는 재판에 의해 파양이 이루어지면 입양이 취소된 경우와 마찬가지로 그 때부터 양친자 관계는 소멸한다.
- 협의상 파양(協議罷養): 입양의 당사자, 즉 양친과 양자가 그 원인이 무엇이든 서로 협의를 하여 양자관계를 끊는 것이다. 당사자 사이에 협의가 있고 일정한 사람의 동의나 승낙을 얻으면 파양이 가능하다.(제898조) 파양은 신고를 하여야 그 효과가 나타난다.(제903조) 파양신고 후라도 합의에 중대한 흠결이 있으면 당연히 무효로 되거나 또는 취소할 수 있으므로, 협의파양취소의 조정 또는 심판을 청구할 수 있다.

- 재판상 파양(裁判罷養): 법률에 정한 파양 원인이 발생하면 입양 당사자의 일방이 타방을 상대로 하여 법원에 파양의 조정 또는 심판을 청구함으로써 이루어진다. 즉 가문을 더럽히거나(제905조 제4호), 생사가 3년 이상 분명하지 않거나(제905조 제4호), 그 밖에 양친자 관계를 계속하기 어려운 중대한 사유가 있을 때에(제905조 제5호) 할 수 있다.

## 친양자 입양
호주제 폐지와 함께 도입된 제도로, 이 경우 기존의 부모와의 친자관계가 소멸된다.
- 제908조의2(친양자 입양의 요건 등)[전문개정 2012.2.10.]

① 친양자(親養子)를 입양하려는 사람은 다음 각 호의 요건을 갖추어 가정법원에 친양자 입양을 청구하여야 한다.
1. 3년 이상 혼인 중인 부부로서 공동으로 입양할 것. 다만, 1년 이상 혼인 중인 부부의 한쪽이 그 배우자의 친생자를 친양자로 하는 경우에는 그러하지 아니하다.
2. 친양자가 될 사람이 미성년자일 것
3. 친양자가 될 사람의 친생부모가 친양자 입양에 동의할 것. 다만, 부모가 친권상실의 선고를 받거나 소재를 알 수 없거나 그 밖의 사유로 동의할 수 없는 경우에는 그러하지 아니하다.
4. 친양자가 될 사람이 13세 이상인 경우에는 법정대리인의 동의를 받아 입양을 승낙할 것
5. 친양자가 될 사람이 13세 미만인 경우에는 법정대리인이 그를 갈음하여 입양을 승낙할 것
② 가정법원은 다음 각 호의 어느 하나에 해당하는 경우에는 제1항제3호·제4호에 따른 동의 또는 같은 항 제5호에 따른 승낙이 없어도 제1항의 청구를 인용할 수 있다. 이 경우 가정법원은 동의권자 또는 승낙권자를 심문하여야 한다.
1. 법정대리인이 정당한 이유 없이 동의 또는 승낙을 거부하는 경우. 다만, 법정대리인이 친권자인 경우에는 제2호 또는 제3호의 사유가 있어야 한다.
2. 친생부모가 자신에게 책임이 있는 사유로 3년 이상 자녀에 대한 부양의무를 이행하지 아니하고 면접교섭을 하지 아니한 경우
3. 친생부모가 자녀를 학대 또는 유기하거나 그 밖에 자녀의 복리를 현저히 해친 경우
③ 가정법원은 친양자가 될 사람의 복리를 위하여 그 양육상황, 친양자 입양의 동기, 양부모의 양육능력, 그 밖의 사정을 고려하여 친양자 입양이 적당하지 아니하다고 인정하는 경우에는 제1항의 청구를 기각할 수 있다.
- 제908조의3(친양자 입양의 효력)[본조신설 2005.3.31.]

①친양자는 부부의 혼인 중 출생자로 본다.
②친양자의 입양 전의 친족관계는 제908조의2제1항의 청구에 의한 친양자 입양이 확정된 때에 종료한다. 다만, 부부의 일방이 그 배우자의 친생자를 단독으로 입양한 경우에 있어서의 배우자 및 그 친족과 친생자간의 친족관계는 그러하지 아니하다.